# Microgale gracilis
Espèce
Répartition géographique
Statut de conservation UICN

 LC  : Préoccupation mineure
Microgale gracilis est une espèce de petit mammifère insectivore de la famille des Tenrecidae. Cette musaraigne est endémique de Madagascar.